# 世界が夢見るユメノナカ/最終未来を見せて!
「世界が夢見るユメノナカ/最終未来を見せて!」（せかいがゆめみるユメノナカ/さいしゅうみらいをみせて）は、平野綾、茅原実里、後藤邑子が歌うPSPゲーム『涼宮ハルヒの約束』のエンディングテーマ集。2008年1月23日にLantisからリリースされた。

## 概要
PSPゲーム『涼宮ハルヒの約束』のエンディングテーマ集。グッドエンディングテーマの「世界が夢見るユメノナカ」、バッドエンディングテーマの「最終未来を見せて!」に、それぞれ3人が歌う「3人Ver.」、平野綾・茅原実里・後藤邑子がソロで歌う「ハルヒVer.」「長門Ver.」「みくるVer.」、「off vocal」の計5パターン、全10曲入りとなっている。なお、『涼宮ハルヒシリーズ』の楽曲で、ソロバージョンを別途収録するのは「ハレ晴レユカイ」以来となるが、原曲とソロバージョンが同じ作品に収録されるのは本作が初めてとなる（「ハレ晴レユカイ」のソロバージョンは『涼宮ハルヒの憂鬱 キャラクターソング』に収録）。また、「ハレ晴レユカイ」で行われたアレンジや歌詞を変更する試みは本作では行われていない。
平野綾・茅原実里・後藤邑子の3人でのCDリリースは、『最強パレパレード』以来約1年2か月ぶりとなり、『涼宮ハルヒシリーズ』関連CDのリリースとしても『キャラクターソング Vol.8 古泉一樹』『キャラクターソング Vol.9 キョン』以来約11か月ぶりとなる。ちなみに、本作と同日に平野綾が参加した『音之弐盤「未来之危機」』、茅原実里が参加した『ココロノツバサ』『桜笑み君想う』、後藤邑子がc/w「恋路ロマネスク」に参加した『空想ルンバ』が発売されており、この3人に関連したCDが本作を含め5枚リリースされている。
楽曲の制作陣には「ハレ晴レユカイ」「最強パレパレード」と同じく、作詞に畑亜貴、作曲に田代智一、編曲に安藤高弘が起用されており、平野綾・茅原実里・後藤邑子の3人でのシングルA面曲は一貫してこの3人が製作している。
なお、本作は公式にはシングルであるが、収録時間が約42分半と長く、収録曲も10曲と多い。また、『涼宮ハルヒの憂鬱』の特設ファンサイトではミニアルバム形式と表記されており、オリコンでもアルバムチャートにランクインしているなど、メディアによってはアルバム扱いとなっている。
ジャケットのイラストは、タイアップ先の『涼宮ハルヒの約束』の通常版パッケージと同じものになっている。ただし、『涼宮ハルヒの約束』にはSOS団団員の5人が全員写っていたが、本作ではキョン、古泉一樹の部分はカットされ、涼宮ハルヒ、長門有希、朝比奈みくるのみが写っている。また、CDケース内にも『涼宮ハルヒの約束』に登場するシーンが描かれている。
オリコンチャートでは初登場24位を記録。『涼宮ハルヒシリーズ』関連シングルとしては初めてトップ20を逃す結果となったが、これは前述した通りアルバムチャートに分類されたためで、シングル扱いされていれば10位となっていた。
ちなみに、厳密には『涼宮ハルヒの約束』のエンディングテーマとなっているのは「世界が夢見るユメノナカ（3人Ver.）」「最終未来を見せて!（3人Ver.）」であり、「世界が夢見るユメノナカ」「最終未来を見せて!」という楽曲は存在しない。（ただし、「涼宮ハルヒの記憶」に収録されたものは、「（3人Ver.）」が省略されている）

## 収録曲
（全作詞：畑亜貴、作曲：田代智一、編曲：安藤高弘）
1. 世界が夢見るユメノナカ（3人Ver.） [4:33]
  - PSPゲーム『涼宮ハルヒの約束』グッドエンディングテーマ

9月20日〜9月23日にかけて開催された「東京ゲームショウ2007」にて初披露された。
2. 世界が夢見るユメノナカ（ハルヒVer.）
歌：涼宮ハルヒ（平野綾）
3. 世界が夢見るユメノナカ（長門Ver.）
歌：長門有希（茅原実里）
4. 世界が夢見るユメノナカ（みくるVer.）
歌：朝比奈みくる（後藤邑子）
5. 世界が夢見るユメノナカ（off vocal）
6. 最終未来を見せて!（3人Ver.） [3:54]
  - PSPゲーム『涼宮ハルヒの約束』バッドエンディングテーマ
7. 最終未来を見せて!（ハルヒVer.）
歌：涼宮ハルヒ（平野綾）
8. 最終未来を見せて!（長門Ver.）
歌：長門有希（茅原実里）
9. 最終未来を見せて!（みくるVer.）
歌：朝比奈みくる（後藤邑子）
10. 最終未来を見せて!（off vocal）

## クレジット
- Performed by 平野綾・茅原実里・後藤邑子
- Producer : 斎藤滋（Lantis）
- Engineer : 三浦淳
- Design : OverDriveDesign
- Promotion : 松村起代子・鈴木めぐみ・岩下由希恵（Lantis）
- Sales promotion : 杉谷恵美（Lantis）
- A&R desk : 山崎彩・濵田邦子（Lantis）
- Supervisor : 伊藤善之
- Executive Producer : 井上俊次（Lantis）
- Super Producer : 涼宮ハルヒ